# Cyrtopogon callipedilus
Cyrtopogon callipedilus là một loài ruồi trong họ Asilidae. Cyrtopogon callipedilus được Loew miêu tả năm 1874. Loài này phân bố ở vùng Tân Bắc giới.

## Phân loài
- C. c. nigritarsus.